# 大恩格斯多夫
大恩格斯多夫是奥地利下奥地利州米斯特尔巴赫县的一个市镇。总面积15.53平方公里，总人口1435人，人口密度92.4人/平方公里（2005年）。